# هندسة سيارة الأجرة

الخط الأصفر، الأزرق، والأحمر لها ذات الطول وهي مسافة مانهاتن وتساوي 12.

تم تقديم فكرة هندسة سيارة الأجرة (بالإنجليزية: Taxicab geometry)‏ من قبل هيرمان مينكوفسكي في القرن التاسع عشر، وهي فرع الهندسة الرياضية التي يتم فيها استبدال الهندسة الإقليدية المترية بنظام قياس جديد تكون فيه المسافة بين نقطتين هي مجموع القيم المطلقة لفروق إحداثياتهما. كما يطلق على مسافة سيارة الأجرة أيضاً اسم المسافة المستطيلية ويرمز لها مسافة L1 . كما تسمى أيضاً مسافة مانهاتن، نسبة إلى مدينة أي نقطتين في المدينة هي المسافة التي تقطعها سيارة الأجرة، ولن تختلف هذه المسافة مهما اختلف المسار الذي تتبعه السيارة طالما أنها تتقدم باتجاه النقطة الأخرى.

## وصلات خارجية
- إيريك ويستاين، هندسة سيارة الأجرة، ماثوورلد Mathworld (باللغة الإنكليزية).